# Highbridge i Burnham
Highbridge and Burnham – końcowa stacja kolejowa w mieście Highbridge, w hrabstwie Somerset o znaczeniu lokalnym. Po zlikwidowaniu w r. 1962 odnogi do Burnham-on-Sea, stację przemianowano. 

## Ruch pasażerski
Stacja obsługuje 116 tys. pasażerów rocznie (dane za 2007 rok). Bezpośrednie połączenie z Bridgwater - miastem powiatowym, Bristol Temple Meads, Cardiff Exeter, Newport i stolicą regionu Taunton.

## Obsługa pasażerów
Do dyspozycji pasażerów jest jedynie automat biletowy i wiata. W pobliżu przystanek autobusowy i postój taksówek.